# Severská renesance
Severská renesance je označení pro tendence ve výtvarném umění na sever od Alp, které mají kořeny v pozdní gotice v Nizozemí a Německu (c.1430) a rozšířily se na sklonku 15. a v 16. století. Je pro ně charakteristická empirická perspektiva a detailní realistická až naturalistická malba. Italská renesance neměla až do konce 15. století na severské umění vliv. Spíše než o "renesanci", která v Itálii znamenala inspiraci kulturou klasického starověku, jde na sever od Alp o "zrození nového stylu" bez návaznosti na antiku.
Od přelomu století docházelo ke vzájemnému uměleckému ovlivnění mezi Itálií a severem Evropy. Značný vliv měly grafické listy, které sloužily jako kompoziční vzory a malované oltáře, které byly z Nizozemí exportovány do celé Evropy. Severské inovace v technice malby, zejména užití průhledných olejových pojidel pigmentů (Jan van Eyck), umožnily dosáhnout nebývalé intenzity a hloubky barev. Pro obrazy "vlámských primitivů" je charakteristické velmi pečlivé vykreslení detailů a jednotlivých materiálů, iluzivní plastické znázornění figur a předmětů a přesné zobrazení světelného zdroje, stínů a zrcadlení.
Figury jsou zasazeny do reálného interiéru a krajiny vyvolávají dojem hloubky (Konrad Witz).
Významnou roli hrála náboženská reformace a humanisté jako Rodolphus Agricola nebo Conrad Celtis.

## Umění

### Nizozemská renesance
Zahrnuje dnešní území Holandska, Belgie a Flander. Na přelomu pozdní gotiky a časné renesance ovlivnili umění ve velké části Evropy tzv. Vlámští primitivové.

#### Vlámští primitivové
- Melchior Broederlam (1350–po 1409)
- Jan van Eyck (1390–1441)
- Robert Campin (1375–1444)
- Rogier van der Weyden (1399–1464)
- Dieric Bouts (1415–1475)
- Joos van Wassenhove (1410–1480)
- Petrus Christus (1410–1476)
- Hans Memling (1430–1494)
- Hugo van der Goes (1430–1482)
- Hieronymus Bosch (1450–1516)

#### Raná renesance
- Bernard van Orley (1484(91) - 1541)
- Geertgen tot Sint Jans (c. 1460-před 1495)
- Jan Gossaert, známý též jako Jan Mabuse (1478–1532)
- Conrad Meit (1480–1551)

### Německá renesance
- Martin Schongauer (1440–1491)
- Hans Holbein starší (1460–1524)
- Matthias Grünewald (1470–1528)
- Albrecht Dürer (1471–1528)
- Lucas Cranach starší (1472–1524)
- Hans Burgkmair starší (1473–1531)
- Hans von Kulmbach (1480–1522)
- Hans Baldung (1484–1545)

#### Dunajská škola
- Albrecht Altdorfer (1480–1538)
- Wolf Huber (1485–1533)
- Jörg Breu starší (1475–1537)
- Rueland Frueauf mladší (1470–1545)
- Hans Leinberger (1475–1531)
- Michael Ostendorfer (1490–1559)
- Augustin Hirschvogel (1503–1553)

#### "Malí mistři"
- Sebald Beham (1500–1550)
- Barthel Beham (1502–1540)
- Georg Pencz (1500–1550)
- Heinrich Aldegrever (1502–1561)

### Francouzská renesance
Předchůdci
- Jean Pucelle (aktivní 1325–28) iluminátor
- Jean Malouel (1365–1416) malíř
- Claus Sluter (aktivní 1395–1406) sochař
- Limburští bratři (Jan, Paul a Hermann) (aktivní kolem 1403–1416) iluminátoři

Časná renesance
- Jacques Morel (1390–1459) sochař
- Jean Fouquet (1420–1481) malíř
- Michel Colombe (1430–1513) sochař
- Nicolas Froment (1435–1486) malíř (druhá Avignonská škola)

### Anglická renesance
- Hans Holbein mladší (1497–1523)